# Villedieu (Côte-d'Or)
Pour les articles homonymes, voir Villedieu.
Villedieu est une commune française située dans le département de la Côte-d'Or, en région Bourgogne-Franche-Comté.

## Géographie

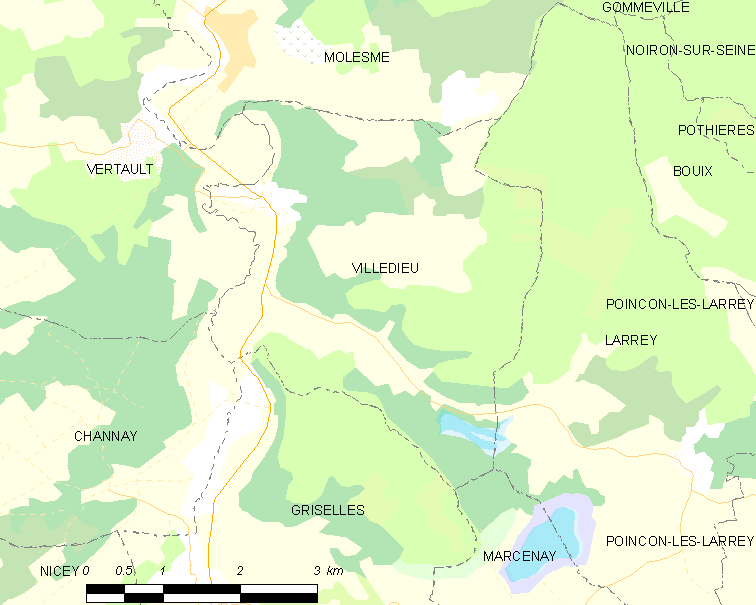

Villedieu est située au nord de la Côte-d'Or, à trois kilomètres de Molesme et un kilomètre de Vertault. La commune s'étend sur 14,14 hectares entre 192 et 292 mètres d'altitude.

### Accessibilité
La sous-préfecture, Montbard, est à 40 km, et la préfecture, Dijon, à 100 km.

### Hydrographie
La Laigne et le ruisseau de l'étang Bailly sont les principaux cours d'eau qui traversent la commune.

### Climat
Pour des articles plus généraux, voir Climat de la Bourgogne-Franche-Comté et Climat de la Côte-d'Or.
En 2010, le climat de la commune est de type climat océanique dégradé des plaines du Centre et du Nord, selon une étude du Centre national de la recherche scientifique s'appuyant sur une série de données couvrant la période 1971-2000. En 2020, Météo-France publie une typologie des climats de la France métropolitaine dans laquelle la commune est exposée à un climat océanique altéré et est dans la région climatique  Lorraine, plateau de Langres, Morvan, caractérisée par un hiver rude (1,5 °C), des vents modérés et des brouillards fréquents en automne et hiver. 
Pour la période 1971-2000, la température annuelle moyenne est de 10,4 °C, avec une amplitude thermique annuelle de 15,9 °C. Le cumul annuel moyen de précipitations est de 827 mm, avec 12,4 jours de précipitations en janvier et 8,4 jours en juillet. Pour la période 1991-2020, la température moyenne annuelle observée sur la station météorologique de Météo-France la plus proche, « Cruzy_sapc », sur la commune de Cruzy-le-Châtel à 13 km à vol d'oiseau, est de 11,1 °C et le cumul annuel moyen de précipitations est de 845,8 mm,. Pour l'avenir, les paramètres climatiques de la commune estimés pour 2050 selon différents scénarios d'émission de gaz à effet de serre sont consultables sur un site dédié publié par Météo-France en novembre 2022.

## Urbanisme

### Typologie
Au 1er janvier 2024, Villedieu est catégorisée commune rurale à habitat très dispersé, selon la nouvelle grille communale de densité à 7 niveaux définie par l'Insee en 2022.
Elle est située hors unité urbaine. Par ailleurs la commune fait partie de l'aire d'attraction de Châtillon-sur-Seine, dont elle est une commune de la couronne,. Cette aire, qui regroupe 60 communes, est catégorisée dans les aires de moins de 50 000 habitants,.

### Occupation des sols
L'occupation des sols de la commune, telle qu'elle ressort de la base de données européenne d’occupation biophysique des sols Corine Land Cover (CLC), est marquée par l'importance des forêts et milieux semi-naturels (58,1 % en 2018), en diminution par rapport à 1990 (63,7 %). La répartition détaillée en 2018 est la suivante : forêts (56,8 %), terres arables (38 %), zones agricoles hétérogènes (2,5 %), eaux continentales (1,4 %), milieux à végétation arbustive et/ou herbacée (1,3 %). L'évolution de l’occupation des sols de la commune et de ses infrastructures peut être observée sur les différentes représentations cartographiques du territoire : la carte de Cassini (XVIIIe siècle), la carte d'état-major (1820-1866) et les cartes ou photos aériennes de l'IGN pour la période actuelle (1950 à aujourd'hui).

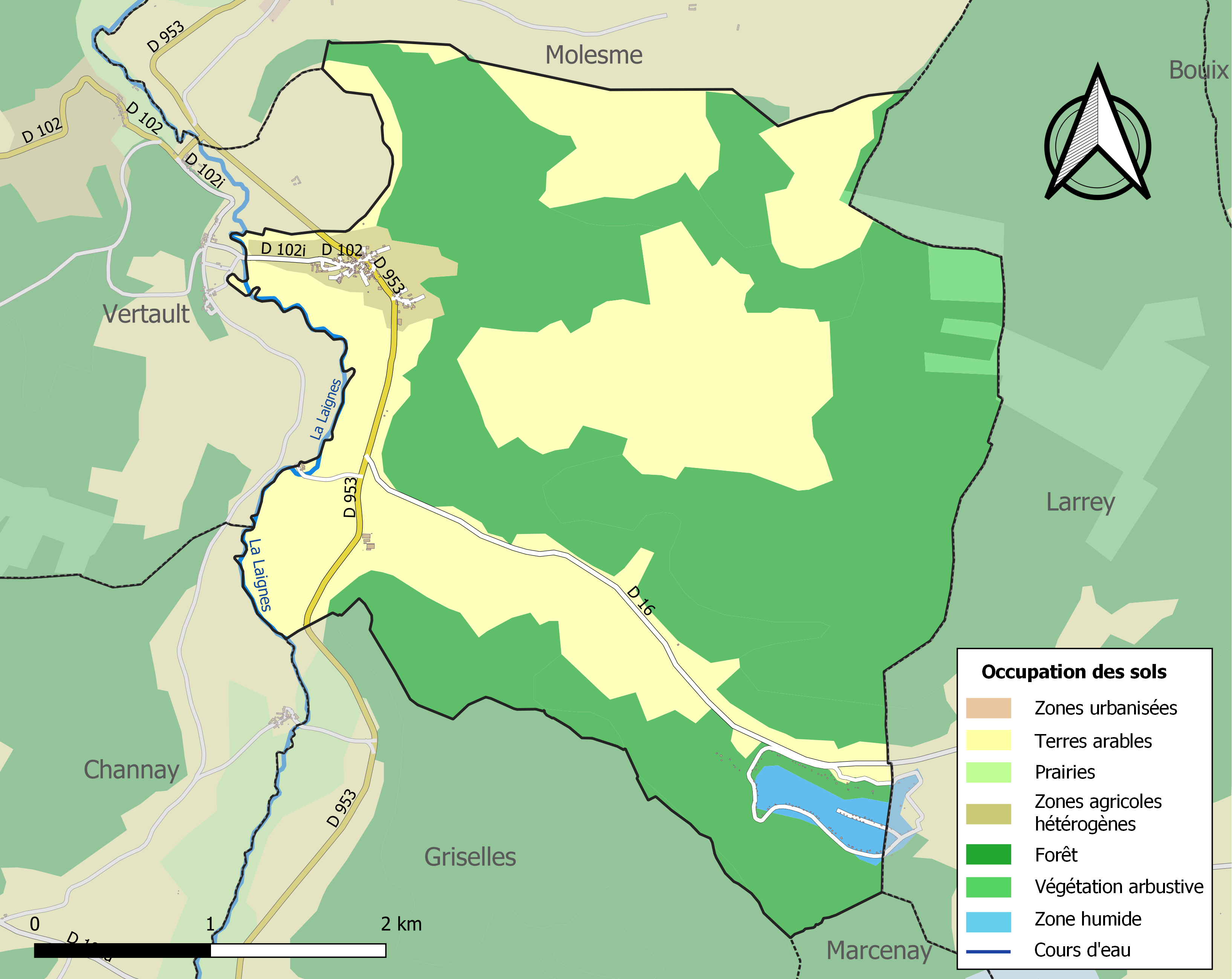
Carte des infrastructures et de l'occupation des sols de la commune en 2018 (CLC).

## Histoire

### Moyen Âge et époque moderne
Jusqu'à la Révolution Villedieu dépend de la Champagne par la seigneurie de Tonnerre et de l'abbaye de Molesme. Le château, reconstruit, occupe le sommet de l'éperon.

### Époque contemporaine
En 1890, un bloc de météorite de 14 kg constitué essentiellement de fer est découvert au Terte. Il est conservé au muséum de Paris.

## Politique et administration
Villedieu appartient :
- à l'arrondissement de Montbard,
- au canton de Châtillon-sur-Seine et
- la communauté de communes du pays châtillonnais.

| Période                                  | Période   | Identité       | Étiquette | Qualité |
| ---------------------------------------- | --------- | -------------- | --------- | ------- |
| mars 2008                                | mars 2014 | Corinne Milési | Aucun     |         |
| Les données manquantes sont à compléter. |           |                |           |         |

## Démographie
L'évolution du nombre d'habitants est connue à travers les recensements de la population effectués dans la commune depuis 1793. Pour les communes de moins de 10 000 habitants, une enquête de recensement portant sur toute la population est réalisée tous les cinq ans, les populations de référence des années intermédiaires étant quant à elles estimées par interpolation ou extrapolation. Pour la commune, le premier recensement exhaustif entrant dans le cadre du nouveau dispositif a été réalisé en 2005.

En 2022, la commune comptait 70 habitants, en évolution de +1,45 % par rapport à 2016 (Côte-d'Or : +0,82 %, France hors Mayotte : +2,11 %).
| 1793 | 1800 | 1806 | 1821 | 1836 | 1841 | 1846 | 1851 | 1856 |
| ---- | ---- | ---- | ---- | ---- | ---- | ---- | ---- | ---- |
| 367  | 336  | 265  | 320  | 308  | 304  | 277  | 280  | 236  |

| 1861 | 1866 | 1872 | 1876 | 1881 | 1886 | 1891 | 1896 | 1901 |
| ---- | ---- | ---- | ---- | ---- | ---- | ---- | ---- | ---- |
| 238  | 232  | 198  | 190  | 182  | 168  | 180  | 153  | 153  |

| 1906 | 1911 | 1921 | 1926 | 1931 | 1936 | 1946 | 1954 | 1962 |
| ---- | ---- | ---- | ---- | ---- | ---- | ---- | ---- | ---- |
| 155  | 144  | 136  | 105  | 99   | 94   | 94   | 116  | 115  |

| 1968 | 1975 | 1982 | 1990 | 1999 | 2005 | 2006 | 2010 | 2015 |
| ---- | ---- | ---- | ---- | ---- | ---- | ---- | ---- | ---- |
| 97   | 93   | 84   | 77   | 98   | 87   | 87   | 76   | 69   |

| 2020 | 2022 | - | - | - | - | - | - | - |
| ---- | ---- | - | - | - | - | - | - | - |
| 69   | 70   | - | - | - | - | - | - | - |

## Lieux et monuments
- L'église Saint-Germain, de reconstruction récente, abrite une statue en pierre de saint Antoine (XVIe).
- L'étang Bailly fait l'objet d'aménagements immobiliers.

## Héraldique
| Blason de Villedieu | Blason  | D'azur à la crosse abbatiale d'or accompagnée de deux tours d'argent, à la terrasse bandée d'azur et d'or de six pièces à la bordure de gueules. |
| Blason de Villedieu | Détails | Le statut officiel du blason reste à déterminer.                                                                                                 |